# Jacopo del Sellaio
Jacopo del Sellaio ou Jacopo di Arcangelo, (Florence, 1442 - 1493) est un peintre de l'école florentine.
Il est surnommé del Sellaio (le Sellier) par le métier de son père Arcangelo. Il est le père du peintre Arcangelo Jacopo del Sellaio.

## Biographie
Comme le rappelle Giorgio Vasari, il est élève de Filippo Lippi, et, après ses débuts, s'inspire de l'œuvre du Verrocchio, dans le Compianto sul Cristo morto (Rotterdam), et dans son Annunciazione de 1472 (Santa Maria delle Grazie à San Giovanni Valdarno). Il montre également avoir subi les influences de Botticelli, déjà évidentes dans son Annunciazione de 1473 à Santa Lucia dei Magnoli de Florence.
Une décennie après, il collabore avec Botticelli et Bartolomeo di Giovanni à la série de Nastagio degli Onesti (le premier et le second épisode à Madrid, Musée du Prado de Madrid, le quatrième à la Watney Collection de Londres). L'œuvre de Bartolomeo est reconnue pour avoir subi les influences de Ghirlandaio (Pietà, 1483 à Berlin ; Crucifixion et Saints, (1490), San Frediano in Cestello, Florence) et très voisine de Botticelli, même dans les compositions plus petites comme la série des Madonne adoranti il Bambino (Johnson Collection de Philadelphie, au Metropolitan Museum of Art de New York et au musée Bandini à Fiesole).
Il est engagé également à la décoration des cassoni (Il convito di Assuero, Il trionfo di Mardocheo, aux Offices de Florence, La riconciliazione fra Romani e Sabini, à la Johnson Collection de Philadelphie).

## Œuvres
- Cassone (coffre de mariage de Zanobi di Domenico pour le mariage de Donna Vaggia di Tanai di Francesco di Nerli avec Lorenzo di Matteo di Morello) scènes de bataille, tempera sur bois, or sur cuir (1472), Institut Courtauld, Londres ;
- Vierge à l'Enfant, saint Jean-Baptiste et ange (1485), Fine Arts Museum, San Francisco ;
- Saint Jean-Baptiste (~1480), National Gallery of Art, Washington ;
- Saint Jérôme au désert, tempera sur panneau, collection privée
- Saint Jérôme dans le désert, Musée du Louvre, Paris[1]
- Saint Jean-Baptiste, Museum of Fine Arts, Budapest ;
- Rencontre du Christ avec saint Jean enfant, (1475), Staatlichen Museen zu Berlin, Berlin
- Cinq panneaux d'un décor de coffre, v.1490, détrempe sur bois, 
  - Galerie des Offices, Florence : Le Banquet d'Assuerus, 45 × 63 cm ; La Répudiation de la reine Vasthi, et Le Triomphe de Mardochée[2]
  - Musée des beaux-arts de Budapest : Esther devant Assuerus, tempera sur panneau,  (années 1470) ;
  - Musée du Louvre, Paris
- Vierge à l'Enfant, 1470-1480, tondo en bois, 86 cm, Galerie Franchetti, Ca' d'Oro, Venise[3]
- Martyre de saint Sébastien, 1465-1473, Alte Pinakothek, Munich.

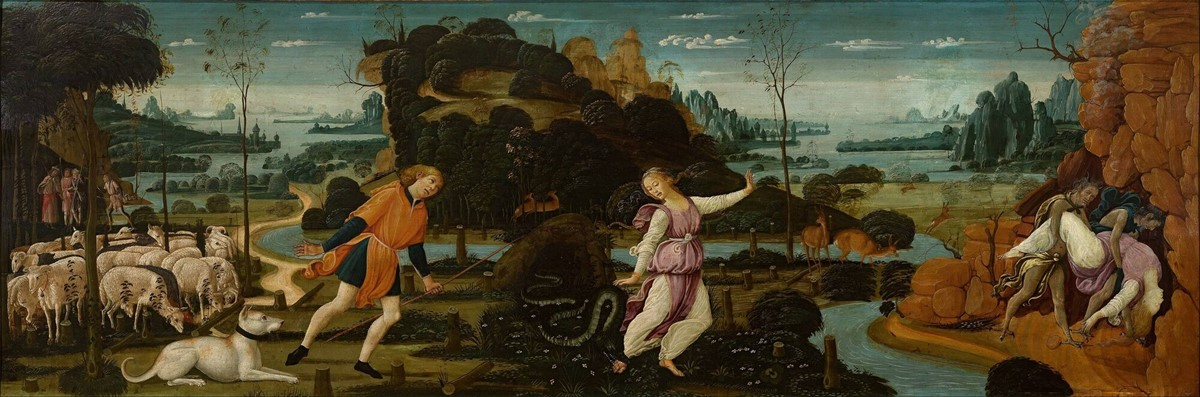
Panneau de cassone.